# Скорая помощь (Сезон 13)
«Ско́рая по́мощь» (англ. «ER» от англ. Emergency Room — приёмное отделение) — американский телесериал, рассказывающий о жизни приёмного отделения больницы города Чикаго (штат Иллинойс), её сотрудников и пациентов. Сериал создан Майклом Крайтоном и был впервые показан на телеканале NBC (сентябрь 1994 года — апрель 2009 года). Включает в себя 15 сезонов и стал самой длинной медицинской драмой, показанной в прайм-тайм за всю историю американского телевидения.

## В ролях

### Основной состав
- Горан Вишнич — Доктор Лука Ковач
- Мора Тирни — Эбби Локхарт
- Мекхи Файфер — Доктор Грег Пратт
- Джон Стамос — Тони Гейтс
- Шейн Уэст — Рэй Барнетт
- Парминдер Награ — Нила Расготра
- Линда Карделлини — Медсестра Саманта Таггарт
- Скотт Граймс — Доктор Арчи Моррис
- Лора Иннес — Доктор Керри Уивер

### Второстепенные персонажи
врачи:
Лиланд Орсер - доктор Люшиен Дубенко
Джон Эйлуорд - доктор Дональд Онспо
Жан-Поль Ману - доктор Дасти Крэншоу

### Приглашённые звёзды
Форест Уитакер в роли Кертиса Эймса

## Список эпизодов
13.1 (268) — Родословная (Bloodline) Уивер находит Эбби без сознания. Её ребенок рождается на два с половиной месяца раньше положенного срока. Стив решает скрыться с заложниками — Сэм и Алексом. Ночью, когда Алекс спит в фургоне, Стив насилует Сэм. Позже, как только Стив засыпает, Сэм крадет ключи от фургона и готовится бежать с Алексом.
13.2 (269) — Выпускной (Graduation Day) Бывший работодатель Сэм помогает ей предотвратить полицейское расследование смерти Стива. Лука и Эбби раздумывают над опасным экспериментальным лечением Джо, в конечном счете Эбби соглашается с Лукой, и Джо выздоравливает. На совете руководство больницы рассматривает вопрос увольнения Ковача из-за фиаско Клементе. Когда Уивер признается в том, что ответственность лежала на ней, а не на Луке, её понижают в должности. Медработник Тони Гейтс возвращается, чтобы оказать поддержку Ниле, и вскоре он становится новым интерном.
13.3 (270) — Тот, кого ты любишь (Somebody to Love) Пратт начинает учить новых молодых специалистов и контролировать персонал. Гейтс и Пратт спорят по поводу того, что Гейтс отказывается лечить пациента-сердечника с нетрадиционной сексуальной ориентацией. В конце концов Гейтс спасает ему жизнь. Сэм очень расстроена тем, что Алекс так и не поговорил с психологом, и выясняет, что он был свидетелем стрельбы.
13.4 (271) — Родительский долг (Parenthood) Эбби вступает в группу «Мама и Я», где она встречает нянь, которые изменяют её взгляд на службу заботы о детях. Дедушка и внук ранены во время несчастного случая. Нила воспитывает нового студента. Сэм узнает о внеучебной деятельности Алекса. Нила получает пособие за гибель Галанта. Гейтс живет с женщиной по имени Мэг и её дочерью Сарой.
13.5 (272) — Эймс против Ковача (Ames v. Kovac) Кертис Эймс — плотник, который перенес сердечный удар в то время, когда находился в стационаре и лечился от пневмонии под наблюдением Луки, выдвигает ему иск за злоупотребление служебным положением. Следователи собирают доказательства обвинения, и Лука волнуется, не зная, чем может кончиться дело. Эбби возвращается к работе и должна приспособиться к переменам в своей жизни. В хирургию приходит новая студентка Кэти, она знакомится с Рэем и начинает заигрывать с ним. Пратту, Эбби и Ниле не хватает оборудования, чтобы вылечить пациента и им приходится идти на опасную процедуру.
13.6 (273) — Сердечный вопрос (Heart of the Matter) Нила начинает грезить Гейтсом, он также не прочь при случае обратить на себя её внимание. Все это раздражает Рэя, который начинает встречаться с новой студенткой. В скорую поступают столкнувшиеся мотоциклист и автомобилист. Лука и Рей осматривают мотоциклиста и кое-что обнаруживают. У Пратта новая женщина и новый сосед по комнате - его брат Чесс. Луку оправдывает суд присяжных, к нему в больницу приходит Эймс.
13.7 (274) — Головоломка (Jigsaw) Лука и Эбби из последних сил стараются уделять достаточно времени заботе о детях и работе в больнице. Эймс выслеживает и знакомится в парке с Эбби, она ни о чем не догадывается. Нила мстит Гейтсу за то, что тот не сказал ей, что у него есть отношения. Они целуются в больнице, их видит Рэй. Рэй в пику Ниле у неё на виду сам начинает заигрывать со студенткой. Керри согласилась работать для телевидения. Моррис лечит пациента с раздвоением личности.
13.8 (275) — Повод верить (Reason to Believe) Пратт узнает, что его брат Чесс - гей. Эймс присылает Луке угрожающую записку и игрушку Джо, которую Эбби обронила в парке. В скорой пациент, который в состоянии алкогольного опьянения подрался с женой. Эбби пытается помочь и предлагает вылечиться от алкоголизма, в то время как Ковач обвиняет его в избиении жены. Лука говорит с полицейским об угрозе от Кертиса Эймса. Эбби вечером в баре случайно знакомится с пожилым мужчиной. Нила и Гейтс лечат бездомного мальчика, у которого бешенство.
13.9 (276) — Забрать и лететь (Scoop and Run) День Благодарения. Эбби должна транспортировать на вертолете тяжело больную пациентку, но она умирает. Эбби спасает женщину из автобуса, который висит над обрывом пропасти. Сын Сэм Алекс предлагает свою помощь врачам. Уивер сближается с теле-журналисткой. Пратт консультируется с Уивер по поводу гомосексуального поведения. Нила приходит к Гейтсу домой на ужин, во время их близости возвращаются Мэг с дочкой. Кэти говорит Рэю, что перевелась из хирургии в скорую.
13.10 (277) — Не доверяй мне секретов… (Tell Me No Secrets…) Рэй тщетно пытается скрыть от коллег, что у них с Кэти отношения. Луке мерещится преследование Эймса. Около школы найдена девочка-подросток - дочь юриста скорой, ранена и очевидно изнасилована. Лука осматривает её, в то время как Эбби и Нила пытаются выяснить что произошло. Эбби навещает в скорой её недавний знакомец из бара. Лука идет на встречу с Эймсом и угрожает ему, чтобы тот отстал от его семьи. Нила ревнует Рэя и говорит ему, что не надо строить отношения со студенткой. Вечер она проводит с Гейтсом. От Пратта уезжает его брат Чесс.
13.11 (278) — Город прощения (City of Mercy) Рождество. Луке сообщают, что Эймс подал на него в суд за угрозы. Моррис изучает историю праздника, чтобы разыграть представление перед своей дочкой. Гейтс и Рэй сначала ругаются, а потом участвуют в родах беременной бездомной девочки, которая бомжевала вместе с мальчиком, у которого было бешенство (8 серия). Нила наблюдает за ходом сложной операции по пересадке почки. Рэй делает Гейтсу внушение по поводу Нилы. Моррис получает предложение от Хоуп вместе встретить рождество, но отказывается от него.
13.12 (279) — Невыполненные обязательства (Breach of Trust). Лука говорит Керри, что должен её уволить из-за сокращения бюджета больницы. К Сэм приезжает бабушка, сбежавшая из дома престарелых. Ампутация ноги у женщины, больной сахарным диабетом. В скорой умирает пациент, участвовавшей в незаконной церковной программе по обмену лекарств, в которой был задействован Пратт. Сын Сэм украл у Морриса кредитку. Керри узнает, что на деньги, освободившиеся после её увольнения, больница собирается покупать хирургическое оборудование. В скорую приходит пьяная Мэг и устраивает сцену Гейтсу и Ниле. Керри принимает решение уйти самой, чтобы уехать работать на телевидение в Майами.
13.13 (280) — Разлад (A House Divided). Последняя серия Лоры Иннес. Рэю кажется, что Гейтс всегда без причины вызывает Нилу из хирургии, чтобы лишний раз увидеться с ней. Все втроем они ругаются, и Рэй допускает ошибку в диагнозе пациента. У Сэм сложности с Алексом, у Гейтса с Сарой. Эбби нечаянно выдает Пратта по поводу участия в церковной программе лекарств, после чего происходит его арест. Эбби едет к своему недавнему знакомому из бара, чтобы заставить его лечиться, а он признается ей, что он её отец. Эбби прогоняет его. Керри приходит в больницу за вещами, с ней тепло прощаются Эбби, Рэй и Лука. Поздно вечером Гейтсу звонит Сара и говорит, что Мэг умирает. Алекс нечаянно устраивает пожар в квартире. Эбби возвращается в квартиру с Джо, застает там Эймса, который требует, чтобы она вызвала Луку.
13.14 (281) — Шумы в сердце (Murmurs of the Heart) Лука возвращается домой после звонка Эбби, Эймс под дулом пистолета вынуждает его поехать с ним. Эбби вызывает полицию. Сэм, Алекс, их бабушка и сосед попадают в больницу с различными повреждениями. Мэг выпила много таблеток, её везут в скорую, но не могут спасти. Перед смертью она успевает сказать Гейтсу, что Сара его дочь. За Пратта вносит залог священник, его освобождают. На уговоры священника продолжать заниматься программой по обмену лекарств Пратт отказывается. Эймс показывает Луке издалека свою семью: жена вышла замуж за другого, дети называют папой другого человека. Он везет Луку в свой бывший дом, который ему уже не принадлежит. Нанеся Луке небольшое увечье, он выбивает из него признание, что тот лечил его неправильно, и застреливается.
13.15 (282) — Умирать легко (Dying is Easy). Лицензионная комиссия приостановила лицензию Пратта. Сэм водит Алекса к психологу. Хоуп сознается Моррису, что помогала Пратту. Выступление Пратта на комиссии, вступиться за него приходят священник и прихожане, участвовавшие в церковной программе по обмену лекарств. Пересадка почки в день святого Валентина. Пратта не лишают лицензии, но устанавливают ему испытательный срок на год. Гейтс говорит Ниле, что Сара возможно его ребенок. Эбби передумывает и хочет выйти замуж за Луку - Ковач делает ей повторное предложение.
13.16 (283) — Угрызения совести (Crisis of Conscience). Полиция арестовывает Алекса за кражу денег из стирального автомата. Смерть женщины с острой печёночной недостаточностью. Продажа почки индийцем Манишем, из-за чего Нила отказывается от участия в программе по трансплантации почек.
13.17 (284) — Отсюда и в отцовство (From Here to Paternity). Дубенко сердится на Нилу за то, что она вышла из программы по трансплантации почек, и заводит в хирургии новую студентку Мэй Ли. Он начинает уделять ей основное внимание, а Нилу почти игнорирует. Сэм собирает Алекса в спецшколу для трудных подростков. Хоуп и Моррис догадываются о том, что Эбби и Лука тайно готовятся к свадьбе. Спасение семьи с длительным переохлаждением. К Гейтсу приезжают бабушка и дедушка Сары, а сам он приводит домой своего пьющего отца. Дед Сары говорит Гейтсу, что они хотят забрать внучку к себе. Из-за семейных дел Гейтс пропускает свидание с Нилой, и она идет на свидание с Рэем.
13.18 (285) — Фотографии и воспоминания (Photographs and Memories) Нила пытается избегать встреч с Рэем, потому что стесняется в его присутствии. Лука, Эбби, Пратт, Моррис и другие члены команды осматривают пострадавших в автокатастрофе. Сэм празднует свой 28 день рождения прямо в стенах больницы, так как ухаживает за пациентом-фотографом, которая изменила её взгляды на жизнь. Дубенко продолжает держать Нилу на расстоянии от хирургии и операций. Гейтс рассказывает Саре о том, что сказала ему Мэг перед смертью и предлагает сделать тест на установление отцовства. Между Нилой и Рэем происходит объяснение - она просит время, чтобы определиться с выбором.
13.19 (286) — Дела семейные (Family Business) Сэм берет уроки самообороны и повреждает колено учителя. Отец Гейтса пьет и не может найти работу. Лука и Тони лечат пациента, отец которого страдает болезнью Альцгеймера и провалами в памяти. Грэг пытается установить контакт с братом. Чесс говорит ему, что хочет стать парамедиком, по просьбе Пратта Гейтс соглашается ему помочь. Тони и Сара узнают результаты теста: они не отец и дочь, но Сара хочет жить с ним.
13.20 (287) — Отбой (Lights Out) Первый день Чесса в качестве парамедика. Онспо велит Луке сообщить персоналу, что скорую закрывают на ремонт. Лука приглашает коллектив на общий ужин. Фотограф Диана возвращается в больницу, чтобы сообщить Сэм об увеличении своей раковой опухоли. Кэти сердится на Рэя за то, что он совсем перестал ей звонить и понимает, что это все из-за Нилы. Чесс попадает в скорую из-за алкогольного отравления. Нила никак не может поймать Гейтса, чтобы поговорить с ним. Отец Гейтса приглашает Сару в кино, и по возвращении Тони обнаруживает, что он пил — Гейтс собирает его вещи, дерется с ним и выгоняет из дома. Ковач понимает, что хочет быть просто врачом и уходит с должности руководителя скорой.
13.21 (288) — Нет (I Don’t) Ужин, на который приглашал коллег Лука, оказывается его с Эбби свадьбой. В тайне от всех, и даже от Эбби ему помогали её готовить Моррис и Хоуп. Нила и Пратт выступают свидетелями. Нила говорит Рэю, что с Гейтсом она старалась поскорее забыть о смерти Майкла. На счет их отношений с Рэем она снова не говорит ничего определенного. Поведение Нилы вызывает к ней романтический интерес со стороны Гейтса, доктора Дубенко и студентки из хирургии Мэй Ли. Нила хочет объясниться с Тони, сказав ему, что все кончено, но жалеет его и откладывает объяснение на потом. В момент их беседы их видит Рэй. Разочарованный метанием Нилы, он напивается в баре, после чего дерется с соперником. Рэя как зачинщика ссоры удаляют со свадьбы. Нила разрывает отношения с Гейтсом и звонит Рэю, но тот пьян до такой степени, что не может ответить на звонок. Он выходит из бара на улицу, и попадает под колеса грузовика.
13.22 (289) — Море волнуется (Sea Change) Прошло пять дней после свадьбы. Отделение скорой открыли после ремонта, все вернулись на свои позиции. Лука и Эбби готовятся к медовому месяцу. Хоуп и Моррис проводят время в номере для молодоженов, от которого отказались новоиспеченные супруги. Моррис отчаянно пытается растянуть время. Пратт рассержен после встречи с руководителем отделения интенсивной терапии Кевином Моретти (первое появление Стенли Туччи), который раскритиковал больницу. Про Рэя все думают, что он прогуливает смену. Ниле нелегко общаться с Тони просто как коллеги. Доктор Дубенко приказывает доктору Креншоу провести ревизию, чтобы сократить число инфекций после операций. По указанию Креншоу, Нила должна перевести пациентку в отделение интенсивной терапии, хотя по её мнению, она еще не готова к транспортировке. В результате осложнений, возникших при перевозке, у пациентки повреждается мозг. Тони хочет подать документы на опекунство Сары. Нила ищет Рэя, идет к нему домой и там обнаруживает мертвых рыбок.
13.23 (290) — Медовый месяц закончился (The Honeymoon’s Over). Последняя серия Шейна Уэста. Медовый месяц Эбби и Луки, не успев начаться, закончился, так как Лука узнает что его отец болен. Лука улетает в Хорватию. Моретти становится заведующим скорой. Сару забирают против её воли бабушка с дедушкой. Гейтс вызывает полицию, но все законно, так как Гейтс еще не получил право на опеку. Нила находит Рэя в больнице - ему ампутировали обе ноги. Находящаяся рядом с ним Кэти во всем обвиняет Нилу. Нила в растерянности прогуливается по парку и оказывается на митинге против военных действий в Ираке. Гейтс идет искать Нилу. На митинге раздается взрыв, и толпа валит Нилу и топчет её. Гейтс пытается добраться до неё, пробираясь против толпы.